# 9448 Donaldavies
9448 Donaldavies este un asteroid din centura principală de asteroizi.

## Descriere
9448 Donaldavies este un asteroid din centura principală de asteroizi. A fost descoperit pe 5 iunie 1997 la Kitt Peak National Observatory în cadrul proiectului Spacewatch. El prezintă o orbită caracterizată de o semiaxă mare de 2,72 ua, o excentricitate de 0,03 și o înclinație de 3,7° în raport cu ecliptica.